# Belmonte Mezzagno
Belmonte Mezzagno – miejscowość i gmina we Włoszech, w regionie Sycylia, w prowincji Palermo.
Według danych na rok 2004 gminę zamieszkiwało 10 305 osób, 355,3 os./km².